# Bain serviette
Le bain-serviette est une technique d’hygiène et de confort apparue aux États-Unis comme alternative douce à la toilette classique du patient alité. Elle consiste à dérouler une serviette humide imprégnée d'un savon sans rinçage et à envelopper la personne progressivement afin de préserver son intimité. Cette technique nommée en anglais : Towel Bath a été présentée dans le cadre du projet Bathing Without a Battle élaboré par des chercheurs de l’University of North Carolina.
De petits massages peuvent être effectués par le soignant sur toutes les parties du corps, en favorisant la décontraction et le confort du patient. Les retours d'expérience montrent que cette technique présente des avantages appréciables tant pour le patient, que pour les soignants.
Un lait nettoyant sans rinçage est particulièrement recommandé pour ce soin, pour ses qualités apaisantes et hydratantes.